# Литофиты
Литофи́ты (от др.-греч. λίθος «камень» + φυτόν «растение»), или петрофи́ты (от греч. πέτρα «камень»), — растения, приспособленные к жизни в скальных и каменистых породах.

Часто литофиты образуют подушки, дерновины или стелющиеся формы. К литофитам относят растения, обладающие корневой системой (то есть сосудистые растения — покрытосеменные, голосеменные, папоротники и др.). Жизнедеятельность литофитов играет важную роль в расселении высших растений.
Литофиты, будучи пионерами в заселении каменистых местообитаний и первичным фактором разрушения скальных пород, подготавливают почву для растений, более требовательных к субстрату. Обычно на каменистых участках сначала появляются бактерии и водоросли, потом расселяются лишайники и мхи, следом за ними — литофиты. Корни многих литофитных растений могут проникать при определённых обстоятельствах непосредственно в горную породу, тем самым способствуя её разрушению. Необходимые для существования питательные вещества они получают из остатков мхов, атмосферы (дождевая вода и пыль) или из собственных омертвелых тканей и частей. Некоторые литофиты предпочитают карбонатные породы (известняки, мраморы, доломиты), другие селятся на более кислых средах.
Иногда категорию литофитов подразделяют на специализированные группы: эпилиты (или собственно литофиты — растения, закрепляющиеся на поверхности камня и произрастающие на нём), литофагофиты (растения, чья корневая система активно разрушает горную породу) и хазмофиты (растения, обитающие на первичных почвах или детрите, селящиеся в углублениях или небольших расселинах).
К литофитам относятся камнеломки, большинство видов колокольчиков и овсяниц. Многие папоротники также являются литофитами; из древесных пород наиболее характерными представителями литофитов являются можжевельники и многие виды из рода сосна. Литофиты широко распространены и в тропической зоне: таковыми являются некоторые виды орхидей из родов пафиопедилюм, дендробиум, фаленопсис; некоторые плотоядные растения (непентесы, жирянки), представители семейства бромелиевые (тилландсии, диккии, фризеи).
Некоторые виды растений, относящихся к литофитам, одновременно являются и эпифитами (у этих групп растений имеются черты сходства); подобные виды могут произрастать как на каменистом субстрате, так и закрепляясь на деревьях.